# Zornella cryptodon
Zornella cryptodon là một loài nhện trong họ Linyphiidae.
Loài này thuộc chi Zornella. Zornella cryptodon được Ralph Vary Chamberlin miêu tả năm 1920.